# أولاد اتميم (سيدي عبد الله)
أولاد اتميم هي إحدى مشيخات المملكة المغربية، تتبع جغرافيا لإقليم الرحامنة وإداريًا لسيدي عبد الله. يقدر عدد سكانها بـ 4867 نسمة حسب الإحصاء الرسمي للسكان والسكنى لسنة 2004.